# Thomas Preljubović

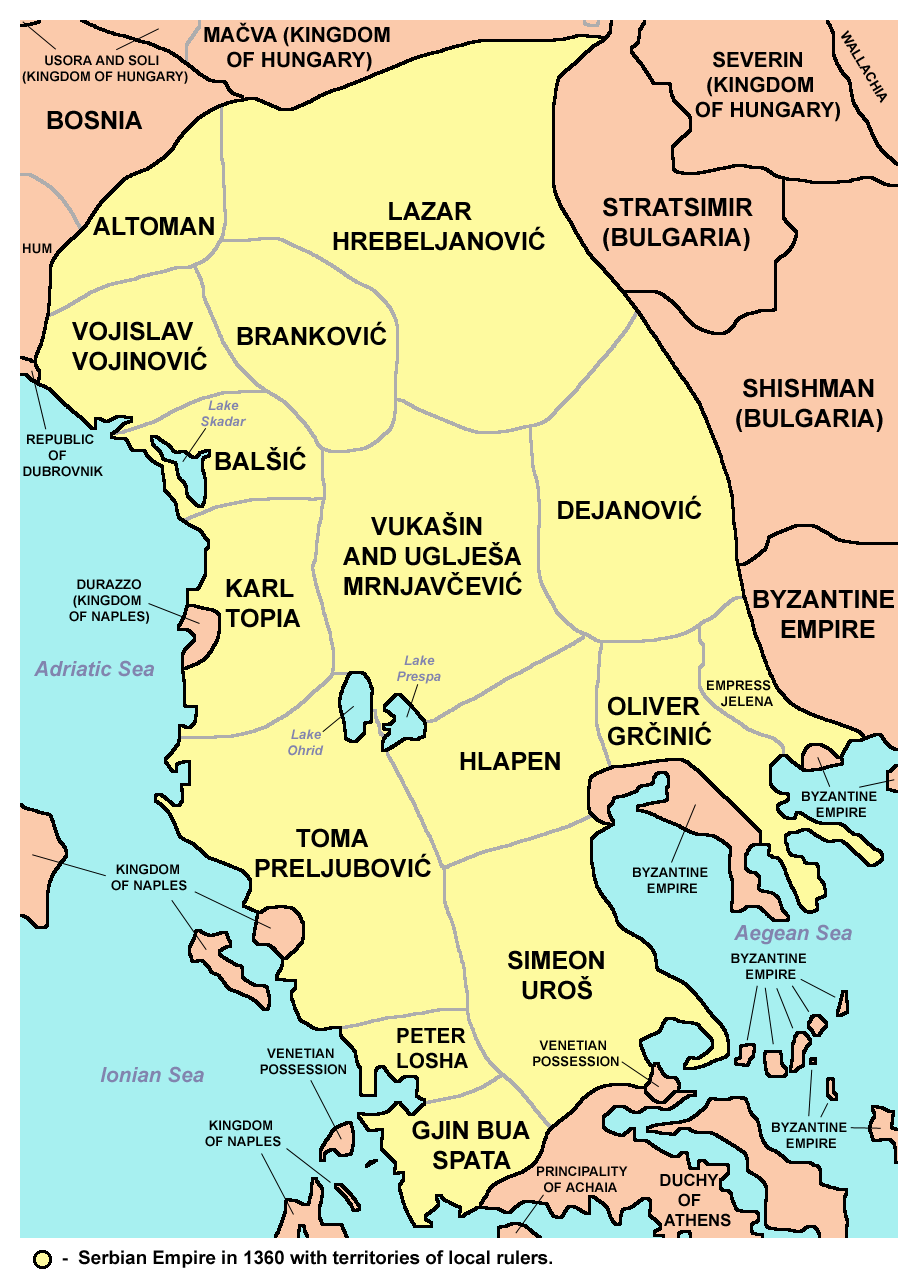
Karte des Serbischen Reiches im Jahr 1360 mit den Territorien der Teilfürsten

Thomas Preljubović oder Thomas Komnenos Palaiologos (griechisch Θωμάς Κομνηνός Παλαιολόγος, serbisch Toma Preljubović; † 23. Dezember 1384) herrschte als Fürst in Epirus von 1366 bis 1384.
Geboren wurde er als Sohn des serbischen Woiwoden Preljub, einen der bedeutendsten Heerführern des Kaisers Stefan Dušan. Als Mutter wird in verschiedenen Quellen Irene, eine Tochter Stefan Dušan', zitiert. Andere Quellen nennen seine Mutter eine Griechin.
Sein Vater Preljub bekam von Stefan Dušan die Statthalterschaft über Thessalien. In Thessalien schloss sich Thomas Preljubović der Partei von Simeon Uroš Palaiologos an und heiratete dessen Tochter Maria. Er wurde zum Gouverneur von Ioannina ernannt, das er gegen ansässige und teils plündernde albanische Stämme zu verteidigen hatte. Sein rigoroses Vorgehen gegen die ansässige Bevölkerung brachte ihm Kritik seitens lokaler albanischer Fürsten, auf dessen Unterstützung er angewiesen war. Um 1366 übernahm Thomas die Herrschaft in Epirus und machte sich de facto selbständig von seinem Schwiegervater Simeon, der in Thessalien herrschte. Als der Druck lokaler albanischer Fürsten und Stämme auf seine Herrschaft stiegen, wandte sich Thomas an die Osmanen und erkannte deren Oberhoheit an. Mit osmanischer Hilfe ging er noch rigoroser gegen die albanische Bevölkerung vor, was ihm den Beinamen Αλβανοκτόνος, Albanerschlächter, brachte. Am 23. Dezember 1384 wurde Thomas Preljubović schließlich von seiner eigenen Garde ermordet. Seine Frau Maria herrschte mit Hilfe ihres Bruders Jovan Uroš in Epirus bis etwa 1385, danach heiratete sie Esau de’ Buondelmonti.
Thomas Preljubović gilt als der tyrannischste Fürst am Vorabend der osmanischen Eroberung und symbolisiert den staatlichen und gesellschaftlichen Zerfallsprozess jener Zeit.